# Geissorhiza bryicola
Geissorhiza bryicola är en irisväxtart som beskrevs av Peter Goldblatt. Geissorhiza bryicola ingår i släktet Geissorhiza och familjen irisväxter. Inga underarter finns listade i Catalogue of Life.